# قناة كوردماكس
كوردماكس KURDMAX HD (بالكردية: کوردماکس) قناة كوردماكس قناة فضائية العائلية تبث مباشر بتقنية فيديو عالي الوضوح باللغة الكردية والسورانية. لقد كان عام 2012 هو بداية انطلاق كورد ماكس الفضائية، وقد اتخذت القناة من مدينة اربيل وهي عاصمة كردستان موقع لبث كافة محتواها، وفي الحقيقة نجد أن القناة جاءت متميزة عم من سواها من القنوات بمحتواها المتنوع والفريد، فهي تقوم ببث مجموعة من البرامج العائلية المتنوعة بين ترفيهية وكوميدية وفي نفس الوقت تهتم بالجانب الدرامي عن طريق بثها لمجموعة من أحدث المسلسلات التركية، وليس هذا فحسب بل تَهتم القناة بالجانب الثقافي والتنموي للمشاهدين عن طريق بث آخر الأخبار وكذلك القيام بتسليط الضوء على بطولات الجيش الكردستاني وما يقوم به الشهداء من تضحيات من أجل الوطن، ويكون هناك لقاءات حصرية مع أهالي شهداء كردستان، ونذكر أن اللغة الأساسية لبث القناة هي اللغة الكردية.

## أهم البرنامجات
- بەزمی بەزم ـ الكوميدي
- کچە زەنگین و کوڕە هەژار -الدراما
- هەرگیز وازناهێنم ـ الدراما
- گوڵی ڕەش ـ الدراما
- پارچە پارچە بوون ـ الدراما
- ئاشقی بریسکەدار ـ الدراما
- ڕەنگ و ئاهەنگ ـ البرنامج مودة
- ماڵی ئێمە ـ البرنامج العائلیة
- لەبیرتان ناکەین ـ البرنامج الشهداء البیشمرکة کوردستان